# Браховецький Олексій Степанович
Олексій Степанович Браховецький (нар. 1925) — радянський футболіст, воротар.

## Життєпис
Олексій Браховецький народився 1925 році. Футбольну кар'єру розпочав у 1946 році в друголіговому клубі «Крила Рад» (Комсомольськ-на-Амурі). У 1949 році перейшов до харківського «Локомотива», який на той час виступав у вищій лізі чемпіонату СРСР. Дебютував у вищій лізі 21 липня 1949 року в нічийному (1:1) виїзному поєдинку 20-го туру групи А проти ленінградського «Динамо». Браховецький вийшов у стартовому складі та відіграв увесь матч. Того сезону у вищій лізі провів 2 поєдинки. Загалом у вищій та першій лігах зіграв 46 матчів, ще 4 поєдинки провів у кубку СРСР. У 1956 році захищав кольори іншого харківського клубу, «Енергія».